# Femen

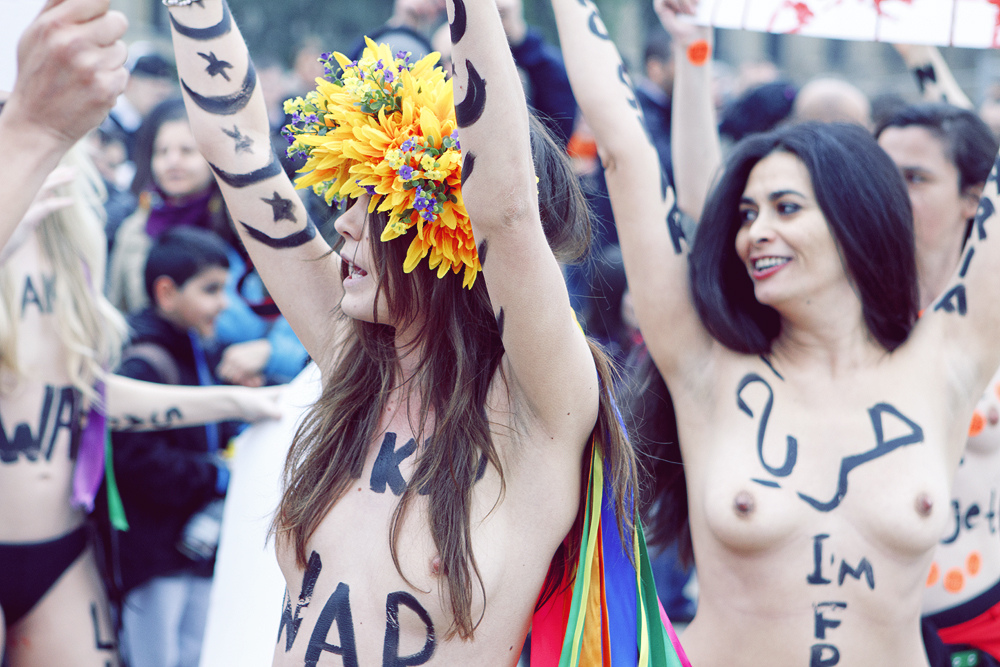
Femen i Paris 31 mars 2012.

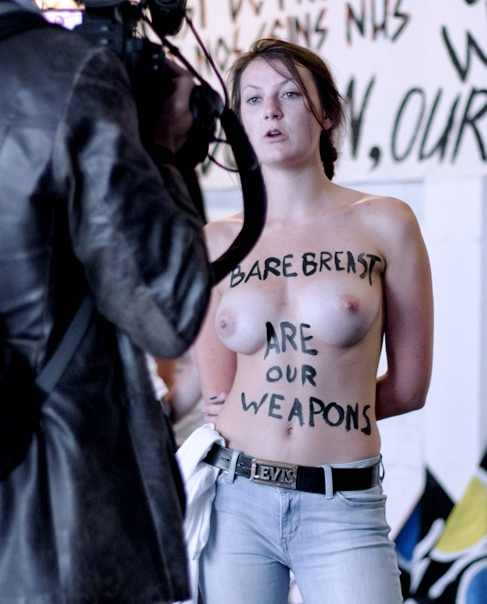
Bare breasts are our weapons.

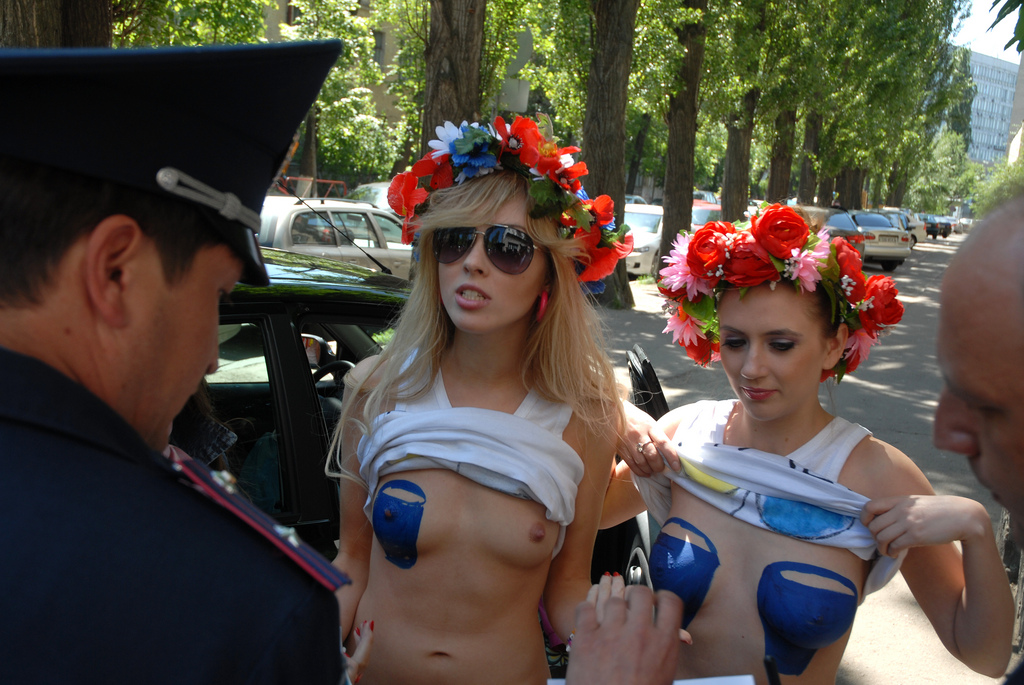
Ny demonstrationsstrategi skapade osäkerhet.

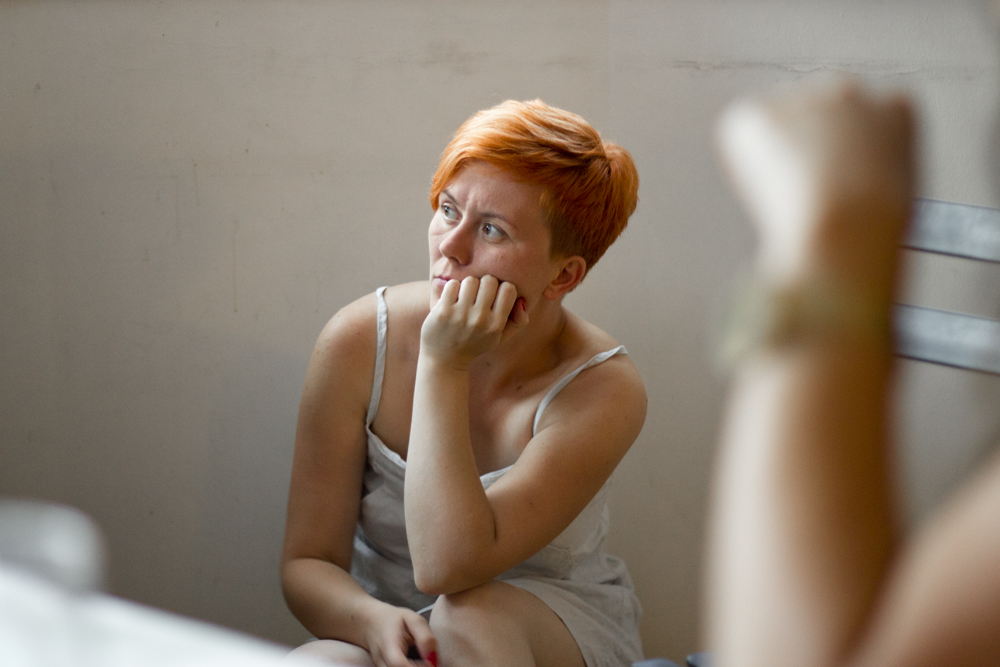
Femens grundare Anna Hutsol i Paris juli 2012.

Femen (ukrainska: Фемен) är en radikal feministisk aktivistgrupp från Ukraina, som bildades 2008 av Anna Hutsol, Oleksandra Sjevtjenko och Oksana Sjatjko. Senare har bland andra Jana Zjdanova anslutit sig och sedan 2013 är Inna Sjevtjenko en framträdande ledare. Femen grundades i Ukraina men har nu sitt centrum i Paris. Gruppen är internationellt känd för att från 2008 ha arrangerat demonstrationer i Ukraina, men senare även i flera andra länder.

## Historia
Anna Hutsol ledde under sin skoltid en marxistisk studiegrupp och påbörjade 2007 studier i sociologi i Kiev. Hon kom då att ta intryck av August Bebels bok om jämställdhet från 1883, Die Frau und der Sozialismus. För att finansiera sina studier arbetade hon tidvis som manager åt olika ukrainska rockgrupper, bland andra Tina Karol. Detta gav henne insikten att människor är mer intresserade av färgen på en kändis trosor än vad som sagts vid en konferens om feminism.
Tidigt utförde Femen aktioner lättklädda, men vid en demonstration den 24 augusti 2009 kom Oksana Sjatjko att blotta sina bröst. Detta gav massmedial uppmärksamhet och blev fortsättningsvis Femens signatur. Toplessness och nakenhet kom att bli ett feministiskt vapen.
Våren 2012 grundades Femen Sweden av Jenny Wenhammar. I oktober 2012 berättade gruppen att de hade 40 topless-aktivister i Ukraina och runt 100 topless-aktivister i andra länder runt om på jorden.
En av gruppens grundare, Oksana Sjatjko, hittades död i Paris den 24 juli 2018. Hon hade då, möjligen efter viss oenighet, levt separat från gruppen sedan en tid och återgått till sitt forna liv som konstnär. 

## Aktionshistorik i Sverige
- 2012 – 20 december genomförde gruppen en nakendemonstration utanför Egyptens ambassad i Stockholm. Aktionen gjordes tillsammans med den egyptiska bloggaren Aliaa Magda Elmahdy. Protesten gällde förslaget till ny författning i Egypten.[6]
- 2013 – 29 juni. Tre aktivister från Sverige, Egypten och Tunisien genomförde en topless-protest inne i Stockholms moské på Södermalm i Stockholm. De hade skrivit slagord på sina kroppar som handlade om sharia i Egypten (i Egypten hölls samtidigt omfattande protester mot Mursis försök att införa sharialagstiftning), hedersförtryck och för jämlikhet.[7]
- 2013 - 1 augusti. Aktion på ryska ambassaden under Stockholm Pride mot den i Ryssland införda så kallade "Anti-Gay"-lagen som kriminaliserar propaganda för alternativa sexuella livsstilar.[8]
- 2013 - 1 oktober. Två aktivister protesterar i Svea hovrätt mot hovrättsdomen som friade de sex pojkar som åtalats för gruppvåldtäkten i Tensta.[9]
- 2014 - 30 januari. Tre aktivister går in topless i Sankt Eriks katolska domkyrka och avbryter den pågående gudstjänsten. De propagerar för laglig abort i Spanien[10]
- 2014 – 3 juli. Aktivister demonstrerar på statsminister Fredrik Reinfeldts tal på Almedalsveckan i Visby mot lobbyism och gruvboomen.[11] En av de deltagande aktivisterna, Jenny Wenhammar, var riksdagskandidat för Miljöpartiet men fick efter aktionen avstå sin plats efter ett beslut av partiet.[12]

## Förhållningssätt i svensk press
Sedan Femen bildades 2008 har rapporteringen i svenska massmedia varit avvaktande. Från 2013, sedan aktioner också förekommit i Sverige, har uppmärksamheten ökat. 
I Svenska Dagbladet har två journalister uppmärksammat en tankeväckande kulturkrock mellan å ena sidan Femens pragmatiska feministiska förhållningssätt och å andra sidan den traditionellt svenska hållningen.
I slutet av 2013 ställdes kritiska frågor om Femen, bland annat  om i vilken grad aktivisterna agerade självständigt eller styrdes av andra.